# Gaddi Aguirre
Gaddi Axel Aguirre Ledesma (sinh ngày 31 tháng 3 năm 1996 ở Guadalajara, Jalisco) là một cầu thủ bóng đá người México hiện tại thi đấu cho Club Atlas